# Llista de governadors de Puebla

Escut de Puebla

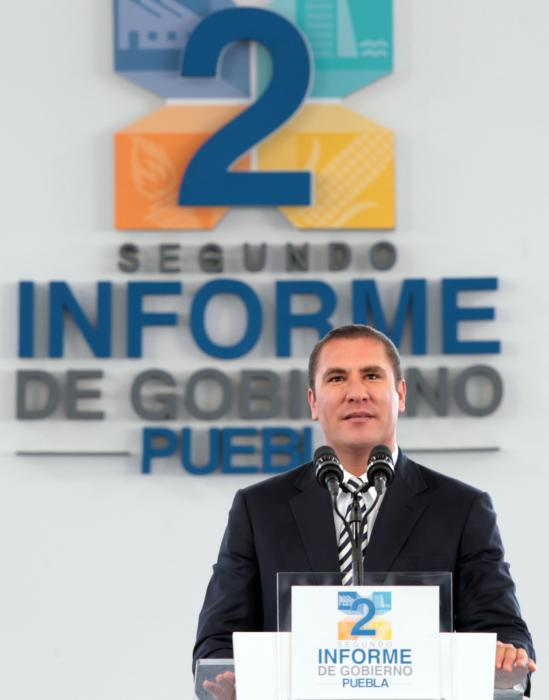
Rafael Moreno Valle

Aquesta és la llista dels governadors de Puebla. El poder executiu de l'Estat de Puebla, segons la Constitució Política de l'Estat Lliure i Sobirà de Puebla (Mèxic), l'exercita un Governador Constitucional de l'Estat Lliure i Sobirà de Puebla, triat cada 6 anys i no reelegible per cap motiu. El període governamental comença el dia 1 de febrer de l'any següent a l'elecció i acaba el 31 de gener després d'haver transcorregut sis anys.
L'estat de Puebla va ser creat en 1824, sent un dels estats originals de la federació, per la qual cosa al llarg de la seva vida històrica ha passat per tots els sistemes de govern vigents a Mèxic, tant el sistema federal com el sistema central, per la qual cosa la denominació de l'entitat ha variat entre estat i departament, variant juntament amb ella, la denominació del titular del Poder Executiu de l'Estat.
Els individus que han ocupat la Governatura de l'Estat de Puebla, en les seves diferents denominacions, han estat els següents:

## De 1821 a 1864
| Governants de Puebla des de la independència de Mèxic fins a l'actualitat |                                         |
| Caps polítics de la província de Puebla |                                         |
| En 1821, Mèxic va accedir a la seva independència política d'Espanya. Mentre s'organitzava el govern del país, la divisió territorial va continuar sent la mateixa que durant el virregnat. En erigir-se el Primer Imperi Mexicà en 1822, Pobla es va integrar com una de les províncies de l'imperi. L'imperi seria dissolt en 1823, encara que fins al 4 d'octubre de 1824 no va ser promulgada la primera constitució federal mexicana, amb la qual, les províncies de l'imperi es van convertir en estats lliures i sobirans. |                                         |
| Carlos García y Bocanegra | 1821                                    |
| Domingo Estanislao de Luaces | 1821                                    |
| José María Morán | 1821                                    |
| José María Calderón | 1821                                    |
| José María Morán | 1822                                    |
| José Antonio de Echávarri | 1822-1823                               |
| José María Morán | 1823                                    |
| Miguel del Campo | 1824                                    |
| Governadors de l'Estat Lliure i Sobirà de Puebla |                                         |
| En 1824 les legislatures estatals van triar els primers governadors interins dels estats de la Unió i van iniciar els treballs amb la intenció de la promulgació de les constitucions estatals. La primera constitució poblana va ser promulgada el 5 de desembre de 1825, dues setmanes després va ser nomenat el primer governador constitucional de Puebla. La Primera República Federal mexicana va ser abolida en 1835. |                                         |
| Manuel Gómez Pedraza (interí) | 1824-1825                               |
| José María Calderón (interí) | 1824-1825                               |
| José María Calderón (constitucional) | 1825-1826                               |
| Carlos García y Bocanegra (interí) | 1826-1827                               |
| José María Calderón | 1827-1828                               |
| Juan González Cabofranco | 1828                                    |
| Joaquín de Haro y Tamariz | 1828                                    |
| Patricio Furlong | 1828                                    |
| José María Tamayo | 1829-1830                               |
| Juan José Andrade | 1830-1832                               |
| Patricio Furlong | 1832-1833                               |
| Guadalupe Victoria | 1833-1834                               |
| Cosme Furlong | 1834                                    |
| Guadalupe Victoria | 1834                                    |
| José Mariano Marín | 1834                                    |
| Governadors del Departament de Puebla |                                         |
| Després de l'intent reformista liberal de 1833 organitzat per Valentín Gómez Farías, una rebel·lió dels conservadors encapçalada per Antonio López de Santa Anna va establir a Mèxic la Primera República Centralista. El fet es va consumar mitjançant la promulgació de les Set Lleis. Entre altres coses, les Set Lleis van disposar la dissolució dels congressos estatals i la supressió dels estats per convertir-los en departaments els governadors dels quals serien nomenats pel poder central. En 1842, el model de Estat unitari seria ratificat pel Constituent, donant lloc a la Segona República Centralista. El desordre del govern central en el marc de la Intervenció nord-americana va ser el motiu per restablir el sistema federal en 1847, abolint els departaments. |                                         |
| Manuel Rincón | 1835                                    |
| José Antonio Mozo | 1836                                    |
| Felipe Collados | 1837                                    |
| Juan González Cabofranco | 1840                                    |
| Joaquín de Haro y Tamariz | 1841 (interí)                           |
| Valentín Canalizo | 1842                                    |
| Isidro Reyes | 1843                                    |
| Juan González Cabofranco | 1843                                    |
| Joaquín de Haro y Tamariz | 1845                                    |
| Joaquín Reyes | 1846                                    |
| Cosme Furlong | 1845                                    |
| Domingo Ibarra Ramos | 1846                                    |
| Governadors de l'Estat Lliure i Sobirà de Puebla |                                         |
| El restabliment de la constitució federal de 1824 en el marc de la invasió nord-americana de 1847 va implicar també el restabliment dels estats federals. En el període de la Segona República Federal, que comprèn de 1847 a 1863, Pobla va sofrir la pèrdua de dues porcions importants del seu territori. En 1849 va perdre el departament de Tlapa que va passar a formar part del recentment creat estat de Guerrero. Quatre anys més tard, el dictador Antonio López de Santa Anna va obsequiar a Veracruz el departament de Tuxpan. D'aquesta manera, l'estat de Puebla va quedar sense sortida al mar. |                                         |
| José Rafael Isunza | 1847-1848                               |
| Nicolás Bravo | 1848                                    |
| Juan Múgica y Osorio | 1848-1853                               |
| Cosme Furlong | 1848-1853                               |
| Manuel María Lombardini | 1848-1853                               |
| José María González Mendoza | 1853                                    |
| Francisco Pérez Arévalo | 1853-1855                               |
| Pascual Almazán (substitut) | 1855                                    |
| Francisco Ibarra Ramos | 1855-17 de abril de 1856                |
| Juan Bautista Traconis | 17 d'abril de 1856-19 d'octubre de 1856 |
| José García Conde | 19 d'octubre de 1856-1857               |
| Miguel Cástulo Alatriste | 1857-1861                               |
| Francisco Ibarra Ramos | 1862                                    |
| José María González de Mendoza | 1862                                    |
| Santiago Tapia | 1862                                    |
| Ignacio Mejía | 1862-1863                               |
| Jesús González Ortega | 1863                                    |
| Miguel Negrete | 1863                                    |
| Rafael Cravioto | 4 de novembre de 1863 a 1864 (interí)   |

### Governadors de l'Estat Lliure i Siberà de Puebla
- (1921 / 1925 - 1926): Claudio N. Tirado[2]
- (1933 - 1937): Gustavo Ariza
- (1937 - 1941): Maximino Ávila Camacho[3]
- (1941 - 1945): Gonzalo Bautista Castillo
- (1945 - 1951): Carlos Ignacio Betancourt
- (1951 - 1957): Rafael Ávila Camacho[4]
- (1957 - 1960): Fausto M. Ortega
- (1960 - 1963): Arturo Fernández Aguirre
- (1963 - 1964): Antonio Nava Castillo
- (1964 - 1969): Aarón Merino Fernández
- (1969 - 1972): Rafael Moreno Valle
- (1972): Mario Mellado García
- (1972 - 1973): Gonzalo Bautista O'Farrill
- (1973 - 1975): Guillermo Morales Blumenkron
- (1975 - 1981): Alfredo Toxqui Fernandez de Lara
- (1981 - 1987): Guillermo Jiménez Morales
- (1987 - 1993): Mariano Piña Olaya
- (1993 - 1999): Manuel Bartlett Díaz
- (1999 - 2005): Melquiades Morales Flores
- (2005 - 2011): Mario Plutarco Marín Torres
- (2011 - 2017): Rafael Moreno Valle Rosas